# Alpe di Siusi
O Alpe di Siusi (Seiser Alm) situa-se nas Dolomitas, província de Bolzano, Itália a uma altitude média de 1850 m. O maior planalto da Europa estende-se por uma área de 57 km² e limita a norte com a Val Gardena, ao sudeste com o Sciliar e ao nordeste com o Grupo do Sassolungo.